# ホイス・グレイシー

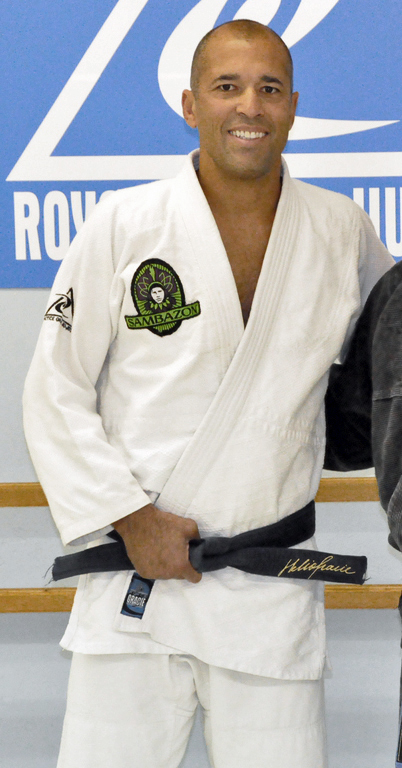
道場で記念撮影するホイス

ホイス・グレイシー（Royce Gracie、1966年12月12日 - ）は、ブラジルの男性柔術家、総合格闘家。リオデジャネイロ州出身。アメリカ合衆国カリフォルニア州在住。グレイシー・ウマイタ所属。ブラジリアン柔術七段を取得。UFC 1・UFC 2・UFC 4王者。UFC殿堂入り。
UFCで一回りも二回りも体格の大きな男たちを柔術を使って次々と倒すホイスの姿に衝撃を受け総合格闘技やブラジリアン柔術を始めた格闘家は数多く、また格闘技に柔術を持ち込み変革をもたらした功績は計り知れないほど大きいことから、総合格闘技の歴史で最も影響を与えた人物の一人とされている。
エリオ・グレイシーの六男であり、三男ヒクソン・グレイシーの腹違いの弟にあたる。

## 来歴
幼い頃からブラジリアン柔術を学び、18歳でエリオ・グレイシーから黒帯を授与された。黒帯授与後はヒクソンやホリオンが住むアメリカ合衆国に移住した。
1993年11月12日、UFC第一回大会のUFC 1に出場。1回戦でアート・ジマーソン、準決勝でケン・シャムロック、決勝でジェラルド・ゴルドーに全て一本勝ちし、トーナメント優勝を果たした。
1994年3月11日、UFC 2に出場。1回戦で市原海樹、2回戦でジェイソン・デルーシア 、準決勝でレムコ・パドゥールに全て一本勝ちし、決勝はパトリック・スミス にパウンドでギプアップ勝ちをして、トーナメント優勝を果たした。
1994年9月9日、UFC 3に出場。1回戦でキモにアームロックで一本勝ちするも、試合のダメージで準決勝を棄権した。
1994年12月16日、UFC 4に出場。1回戦でロン・ヴァン・クリフ、準決勝でキース・ハックニー、決勝でダン・スバーンに全て一本勝ちし、トーナメント優勝を果たした。
1995年4月7日、UFC 5のスーパーファイト王座決定戦でケン・シャムロックと再戦し、時間切れで引き分け王座獲得はならなかった。
1999年12月、オスカー杯ブラジリアン柔術大会でヴァリッジ・イズマイウと対戦し、送り襟絞めで失神させられ一本負け。
2000年1月30日、PRIDE初参戦となったPRIDE GRANDPRIX 2000 開幕戦の1回戦で高田延彦と対戦し、判定勝ち。5月1日、PRIDE GRANDPRIX 2000 決勝戦の2回戦で桜庭和志と対戦。1R15分の無制限ラウンドというルールの中、6R（90分間）終了時点でセコンドからのタオル投入でTKO負け。
2002年8月28日、Dynamite!で吉田秀彦とジャケットマッチ特別ルールで対戦。袖車絞めを極めた吉田がホイスが落ちたとアピールしたためレフェリーストップ負け。ルール上ではレフェリーストップ無しとなっていたため、グレイシー陣営は「袖車絞めは極まっていなかったため落ちていない」と主張し抗議したが、裁定は覆らなかった。
2003年11月21日、UFC 45でケン・シャムロックとともにUFC殿堂入りが発表され、透明なオクタゴン型の盾が授与された。同時にUFC公式サイトで投票されたUFC歴代人気ファイターベスト10が発表され、ランディ・クートゥア、ケン・シャムロックに次ぐ3位となった。
2003年12月31日、PRIDE SPECIAL 男祭り 2003で吉田秀彦と再戦。道着の着用は任意であったが、ホイスは上半身の道着を脱いで試合を行い（吉田は道着着用）、寝技で攻め続け圧倒したが、判定なしの試合だったため引き分けた。
2004年3月、さんまのSUPERからくりTVの企画でボビー・オロゴンとスパーリングマッチ（3分3R）で対戦し、2Rに流血したものの腕ひしぎ十字固めで一本勝ち（同年4月4日放送）。
2004年12月31日、K-1 PREMIUM 2004 Dynamite!!で曙と対戦し、リストロックで一本勝ちを収めた。
2005年12月31日、K-1 PREMIUM 2005 Dynamite!!で所英男と対戦し、引き分けた。当初は秋山成勲と対戦する予定だったが、秋山の負傷欠場で対戦相手が変更された。
2006年5月27日、約11年ぶりのUFC参戦となったUFC 60でUFC世界ウェルター級王者マット・ヒューズと175ポンド（79.3kg）のキャッチウェイトで対戦し、1RにバックマウントからのパウンドでTKO負けを喫した。
2007年6月2日、Dynamite!! USAで桜庭和志と7年ぶりの再戦。手数の多さを評価され3-0の判定勝ちを収めたが、試合終了後に筋肉増強剤アナボリックステロイドの一種「ナンドロロン」の陽性反応が検出され、カリフォルニア州アスレチック・コミッションから2,500ドルの罰金と1年間の出場停止処分が課せられた。ホイスは「違法な薬物を使用したことはない」と疑惑を否定した。
2008年2月2日から2月11日にかけて全国4都市で開催されたグレイシー柔術のジャパンセミナーツアー「Royce Gracie's Combat Camp '08」で来日した。

## 人物・逸話
- レフェリーやジャッジの裁量により勝負の結果が下されることを極度に嫌い、判定決着無しの特別ルールを要求することが多かった[5][6]。
- IBJJFの規定ではホイスは黒帯を巻く段位にあるが、父のエリオが死去して以降は紺色の帯を巻いている。これは1969年に現在の帯制度が確立される以前に柔道との差別化を図るため道場主のみが巻いていたもので、高弟は青、その他の生徒は全て白帯を巻いていた。

## 戦績

### 総合格闘技
| 総合格闘技 戦績 | 総合格闘技 戦績 | 総合格闘技 戦績 | 総合格闘技 戦績 | 総合格闘技 戦績 | 総合格闘技 戦績 | 総合格闘技 戦績 |
| --------------- | --------------- | --------------- | --------------- | --------------- | --------------- | --------------- |
| 21 試合         | (T)KO           | 一本            | 判定            | その他          | 引き分け        | 無効試合        |
| 15 勝           | 2               | 11              | 2               | 0               | 3               | 0               |
| 3 敗            | 3               | 0               | 0               | 0               | 3               | 0               |

| 勝敗 | 対戦相手               | 試合結果                   | 大会名                                                       | 開催年月日     |
| ○    | ケン・シャムロック     | 1R 2:22 TKO（パウンド）    | Bellator 149: Shamrock vs. Gracie                            | 2016年2月19日  |
| ○    | 桜庭和志               | 5分3R終了 判定3-0          | Dynamite!! USA                                               | 2007年6月2日   |
| ×    | マット・ヒューズ       | 1R 4:39 TKO（パウンド）    | UFC 60: Hughes vs. Gracie                                    | 2006年5月27日  |
| △    | 所英男                 | 10分3R終了 時間切れ        | K-1 PREMIUM 2005 Dynamite!!                                  | 2005年12月31日 |
| ○    | 曙                     | 1R 2:13 リストロック       | K-1 PREMIUM 2004 Dynamite!!                                  | 2004年12月31日 |
| △    | 吉田秀彦               | 10分2R終了 時間切れ        | PRIDE SPECIAL 男祭り 2003                                    | 2003年12月31日 |
| ×    | 桜庭和志               | 6R終了時 TKO（タオル投入） | PRIDE GRANDPRIX 2000 決勝戦 【2回戦】                        | 2000年5月1日   |
| ○    | 高田延彦               | 15分1R終了 判定3-0         | PRIDE GRANDPRIX 2000 開幕戦 【1回戦】                        | 2000年1月30日  |
| △    | ケン・シャムロック     | 延長2R終了 時間切れ        | UFC 5: Return of the Beast 【UFCスーパーファイト王座決定戦】 | 1995年4月7日   |
| ○    | ダン・スバーン         | 15:39 三角絞め             | UFC 4: Revenge of the Warriors 【決勝】                      | 1994年12月16日 |
| ○    | キース・ハックニー     | 5:34 アームロック          | UFC 4: Revenge of the Warriors 【準決勝】                    | 1994年12月16日 |
| ○    | ロン・ヴァン・クリフ   | 3:49 チョークスリーパー    | UFC 4: Revenge of the Warriors 【1回戦】                     | 1994年12月16日 |
| ×    | ハロルド・ハワード     | 開始時 TKO（タオル投入）   | UFC 3: The American Dream 【準決勝】                         | 1994年9月9日   |
| ○    | キモ                   | 4:40 アームロック          | UFC 3: The American Dream 【1回戦】                          | 1994年9月9日   |
| ○    | パトリック・スミス     | 1:17 TKO（パウンド）       | UFC 2: No Way Out 【決勝】                                   | 1994年3月11日  |
| ○    | レムコ・パドゥール     | 1:31 片羽絞め              | UFC 2: No Way Out 【準決勝】                                 | 1994年3月11日  |
| ○    | ジェイソン・デルーシア | 1:07 腕ひしぎ十字固め      | UFC 2: No Way Out 【2回戦】                                  | 1994年3月11日  |
| ○    | 市原海樹               | 5:08 片羽絞め              | UFC 2: No Way Out 【1回戦】                                  | 1994年3月11日  |
| ○    | ジェラルド・ゴルドー   | 1R 1:40 チョークスリーパー | UFC 1: The Beginning 【決勝】                                | 1993年11月12日 |
| ○    | ケン・シャムロック     | 1R 0:57 チョークスリーパー | UFC 1: The Beginning 【準決勝】                              | 1993年11月12日 |
| ○    | アート・ジマーソン     | 1R 2:11 チョークスリーパー | UFC 1: The Beginning 【1回戦】                               | 1993年11月12日 |

### グラップリング
| 勝敗 | 対戦相手 | 試合結果         | 大会名                               | 開催年月日    |
| ×    | 吉田秀彦 | 1R 7:24 袖車絞め | Dynamite! SUMMER NIGHT FEVER in 国立 | 2002年8月28日 |

## 獲得タイトル
- UFC 1 優勝（1993年）
- UFC 2 優勝（1994年）
- UFC 4 優勝（1994年）

## 表彰
- UFC殿堂入り（2003年）
- インターナショナル・スポーツ 殿堂入り（2016年）